# Chadli Bendjedid
Chadli Bendjedid, alžirski politik, * 14. april 1929, Bouteldja, Alžirija, † 6. oktober 2012, Alžir, Alžirija.
Bendjedid je bil minister za obrambo Alžirije (1978–1979) in predsednik Alžirije (1979–1992). Leta 1992 je bil strmoglavljen z vojaškim državnim udarom, s katerim se je pričela desetletna alžirska državljanska vojna.